# Koelpinia
Koelpinia is een geslacht uit de composietenfamilie (Asteraceae). De soorten komen voor in Zuidoost-Spanje, Noord-Afrika en op het Arabisch schiereiland en verder van Oekraïne tot in West-China en de westelijke Himalaya.

## Soorten
- Koelpinia linearis Pall.
- Koelpinia macrantha C.Winkl.
- Koelpinia tenuissima Pavlov & Lipsch.
- Koelpinia turanica Vassilcz.